# Uenoa hiberna
Uenoa hiberna är en nattsländeart som beskrevs av Douglas E. Kimmins 1964. Uenoa hiberna ingår i släktet Uenoa och familjen Uenoidae. Inga underarter finns listade i Catalogue of Life.